# コフウロ
コフウロ（小風露、学名: Geranium tripartitum）は、フウロソウ科フウロソウ属の多年草。

## 特徴
茎は高さ20-80cmになり、下部で分枝して斜上し、細く弱々しい。茎や葉柄に下向きの屈毛と短い伏毛が生える。根出葉の葉身は掌状に5全裂するか、3全裂して側小葉がさらに2深裂する。花期には残存しないか、あっても少数で、葉柄は長さ8-15cmになる。茎葉は互生し、葉身は円形から腎形、または広卵形で、幅2-8cm、掌状に3全裂し、裂片は菱状卵形で長さ2.5-4cm、縁に粗い鋸歯があり、先端はとがる。葉の表面と裏面の葉脈上に伏毛が生え、葉柄は下部で長さ10cm、上部では無柄になる。托葉は膜質で、線形から狭三角形で長さ3mmになり、離生する。	
花期は8-9月。花は淡紅紫色から白色で径約1cm、茎先または枝先に2個ずつつき、花序柄と花柄に下向きの伏毛が密生する。萼片は5個あり、長さ約5mm、縦に3脈があり、先端は芒状にとがり、外面の脈上に開出毛と斜上毛がまばらに生える。花弁は5個あり、萼片よりやや長く、へら形で先端はややくぼみ、花弁基部の内側に白色の軟毛が散生する。雄蕊は10個あり、花糸には細かい毛があり、葯は青紫色になる。雌蕊は1個で長さ約4mm、花柱合生部の先端の花柱分枝は長さ約1.5mmになる。果実は分果で、基部の果体には開出した長毛と短毛が密生し、上向きの細長い嘴には細毛が密生する。染色体数は2n=28+2B。

## 分布と生育環境
日本では、本州の山形県・宮城県以南、四国、九州に分布し、山地の林下の草地に生育する。世界では、朝鮮半島の済州島に分布する。

## 名前の由来
和名コフウロは、「小風露」の意で、全体が小型であることによる。
種小名（種形容語）tripartitum は、「三深裂の」の意味。

## 種の保全状況評価
国（環境省）のレッドデータブック、レッドリストの選定はない。

都道府県のレッドデータ、レッドリストの選定状況は次の通り。
| - 岩手県-Cランク - 福島県-準絶滅危惧(NT) - 群馬県-準絶滅危惧(NT) - 埼玉県-絶滅危惧IA類(CR) - 東京都-絶滅危惧IB類(EN) | - 長野県-絶滅危惧IB類(EN) - 三重県-絶滅危惧IB類(EN) - 滋賀県-希少種 - 京都府-絶滅危惧種 - 大阪府-準絶滅危惧 | - 兵庫県-Aランク - 奈良県-絶滅危惧種 - 岡山県-絶滅危惧II類 - 山口県-絶滅危惧IB類(EN) - 徳島県-準絶滅危惧(NT) | - 佐賀県-絶滅危惧I類種 - 宮崎県-絶滅危惧II類(VU-r,g) |

## 利用
本種と、同属のイチゲフウロ Geranium sibiricum、タチフウロ G. krameri、イヨフウロ G. shikokianum などは、日本の代表的な民間薬の一つであり、古くから下痢止めとして煎じて飲まれている同属のゲンノショウコ 「現の証拠」 G. thunbergii 同様の目的で使用される。

## ギャラリー

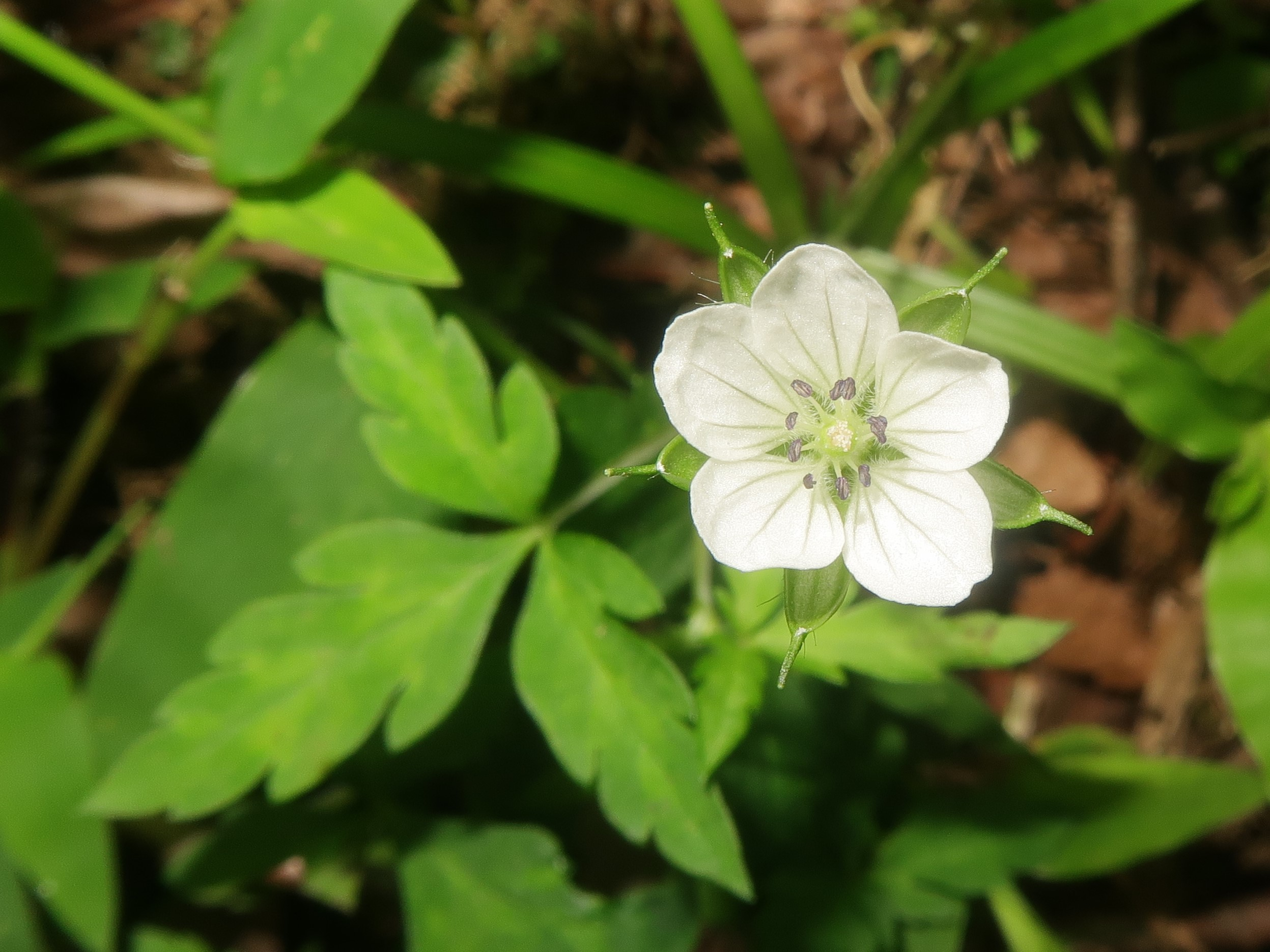
花は淡紅紫色から白色。花弁は5個あり、萼片よりやや長く、へら形で先端はややくぼみ、花弁基部の内側に白色の軟毛が散生する。雄蕊は10個あり、葯は青紫色になる。
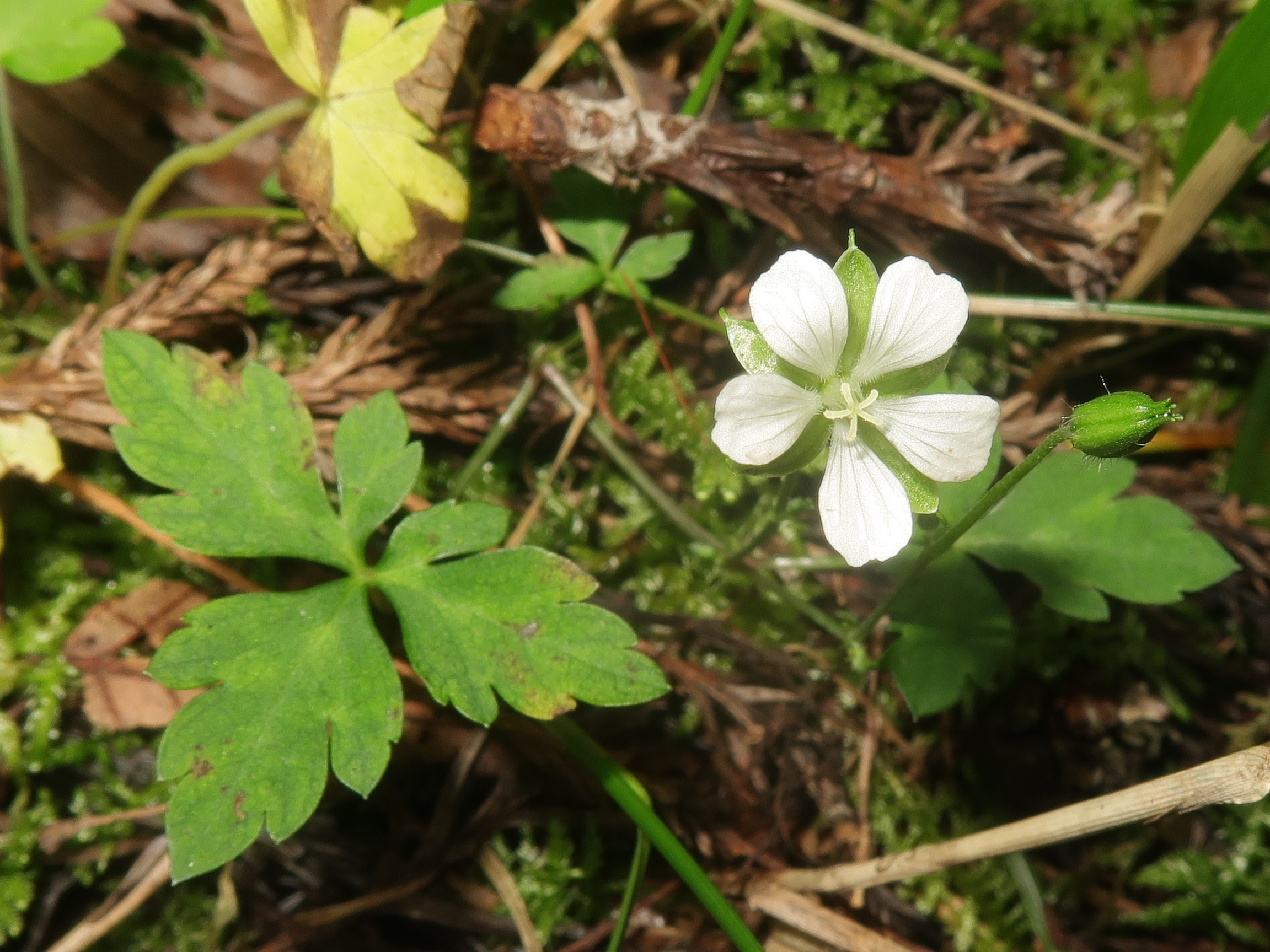
雄蕊が落ち、雌蕊の花柱合生部の先端の5個の花柱分枝が伸びたようす。
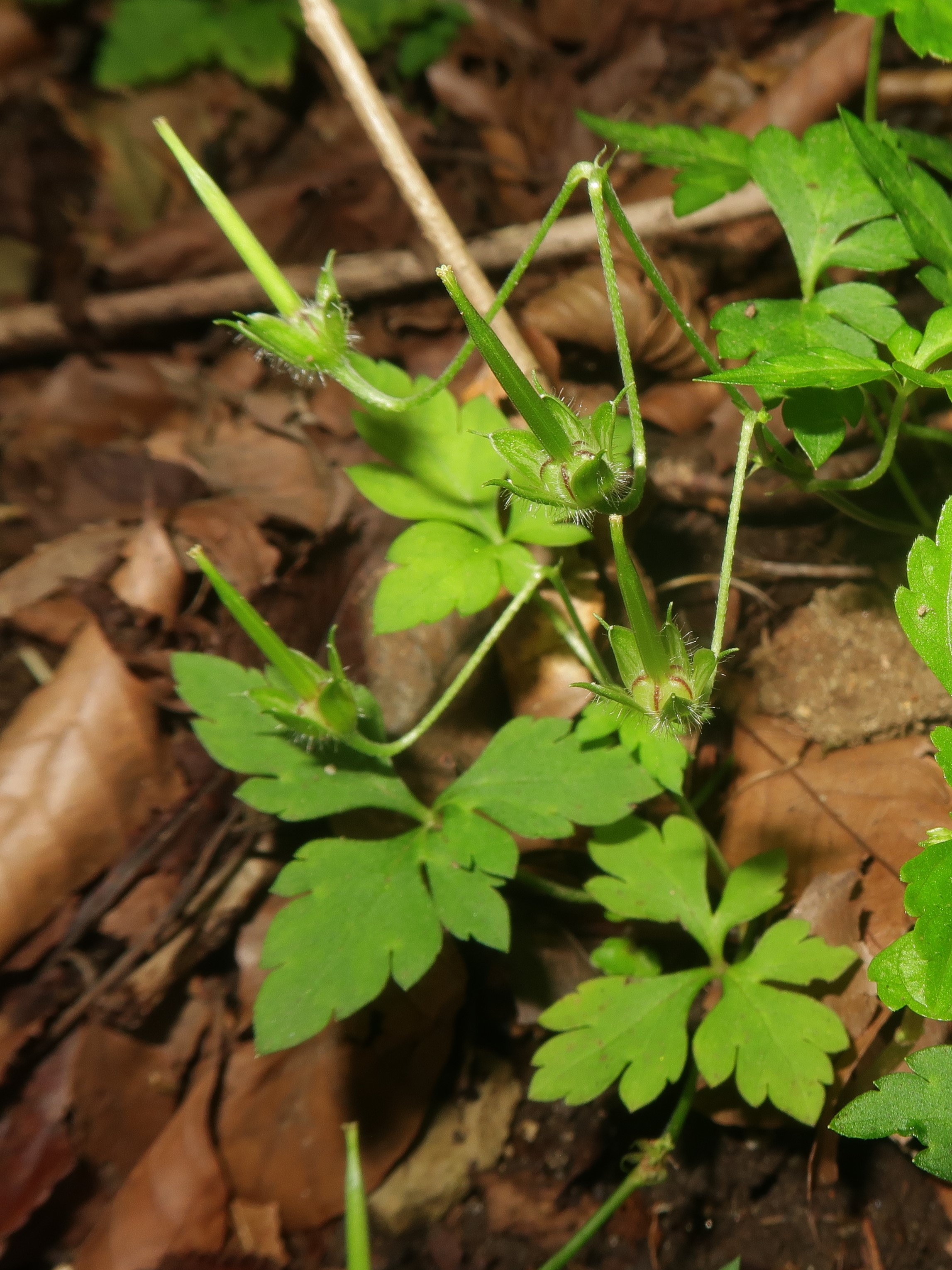
果実は分果で、基部の膨らんだ果体には開出した長毛と短毛が密生し、その上に細長い嘴がある。萼片の外面に縦に3脈があり、先端は芒状にとがり、外面の脈上に開出毛と斜上毛がまばらに生える。
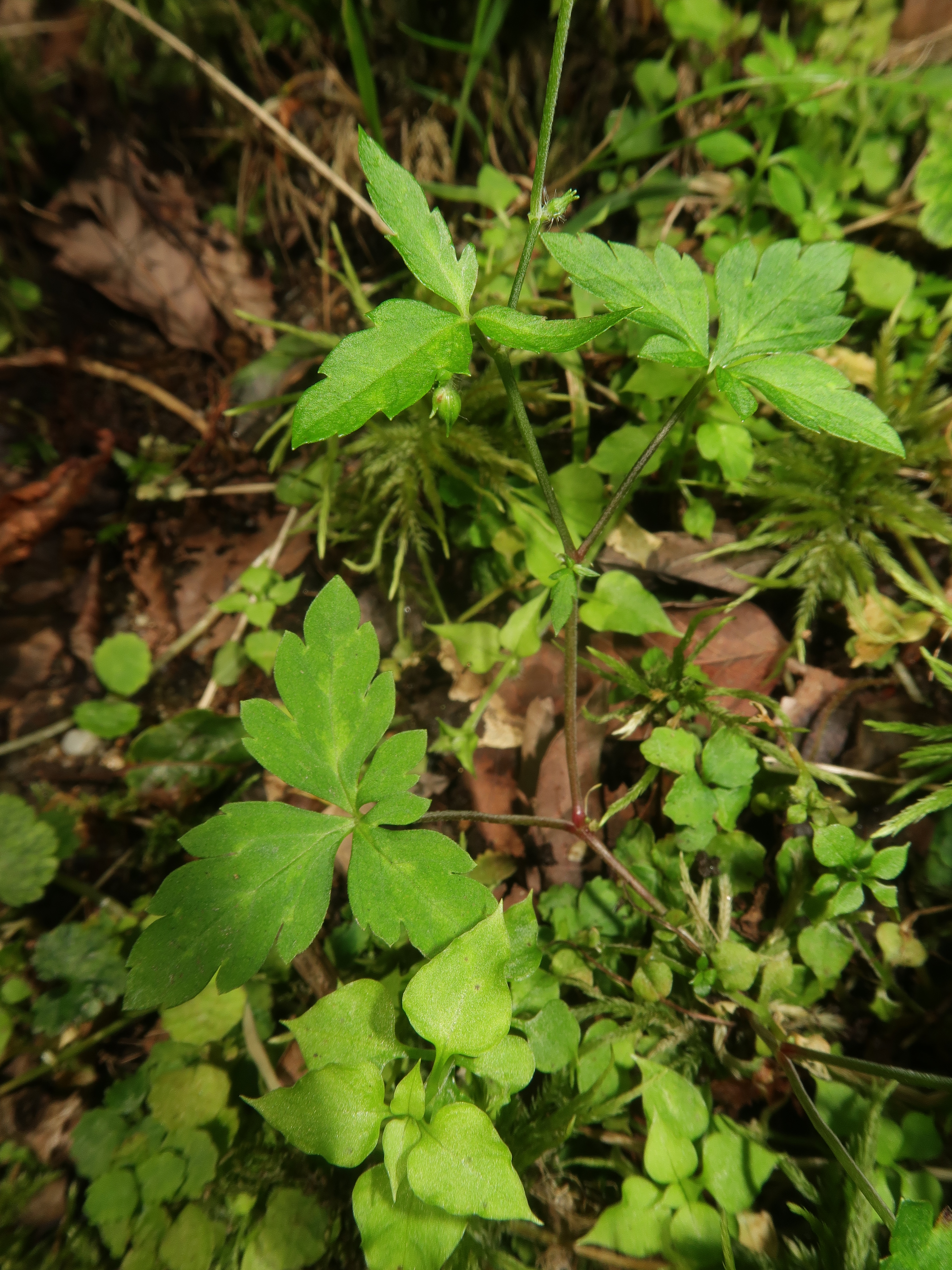
茎葉は互生し、葉身は円形から腎形、または広卵形で、掌状に3全裂し、裂片は菱状卵形で縁に粗い鋸歯があり、先端はとがる。
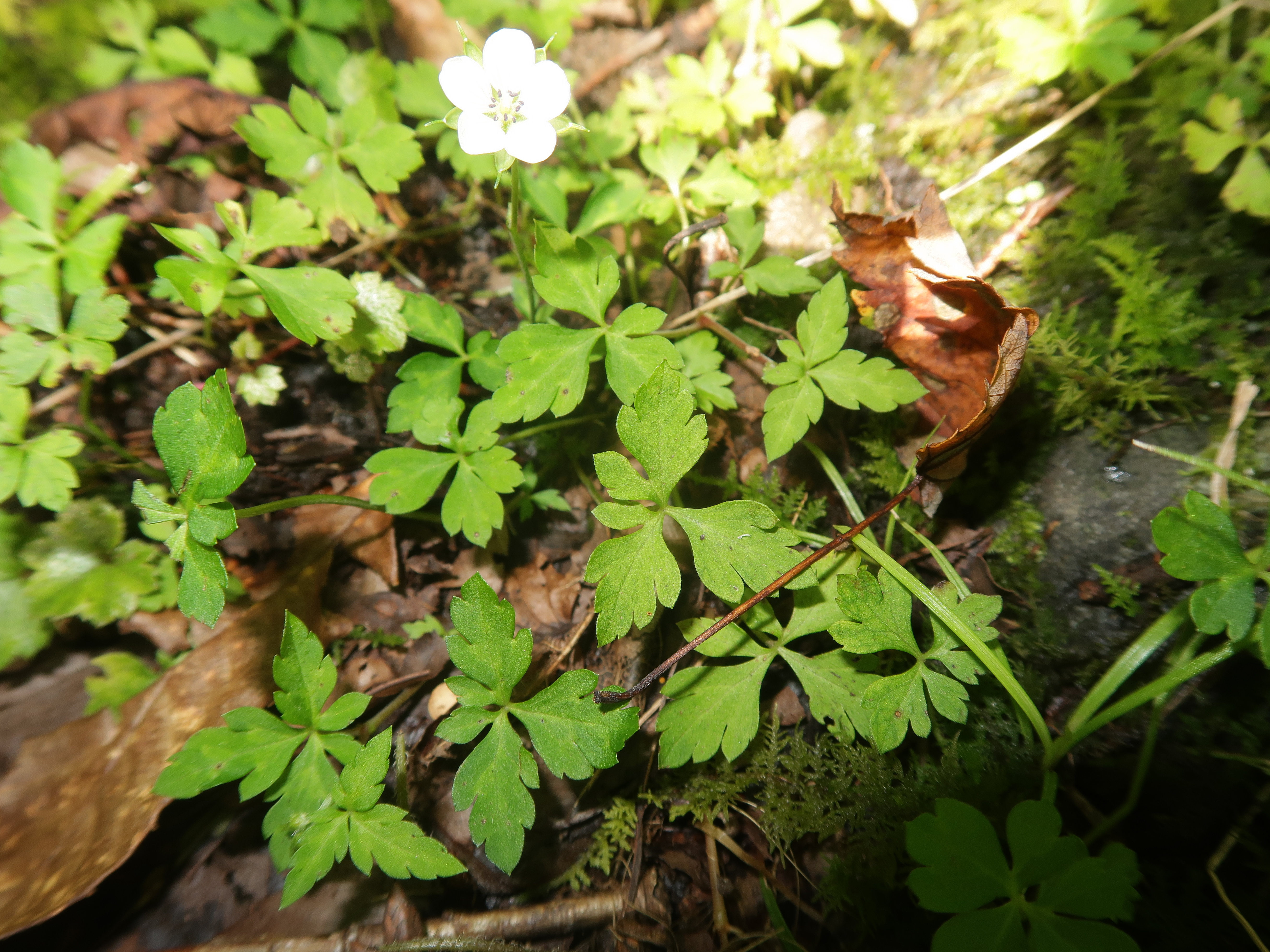
根出葉（写真下部の葉）。

## 下位分類

### ケナシコフウロ
ケナシコフウロ Geranium tripartitum R.Knuth f. pilosellum H.Hara (1948) - コフウロの品種で、萼片の外面に開出する毛がなく、短い圧毛が生えるもの。タイプ標本の採集地は徳島県剣山。品種名 pilosellum は、「細長毛が疎らにある」の意味。

### ホコガタフウロ
ホコガタフウロ Geranium tripartitum R.Knuth var. hastatum (H.Hara) T.Yamaz. (1993)（シノニム：Geranium wilfordii Maxim. var. hastatum H.Hara (1948)、Geranium hastatum Nakai (1909)）- はじめ、中井猛之進 (1909) によって独立種とされ、原寛 (1948) によってミツバフウロ G. wilfordii の変種に階級移動された。その後、山崎敬 (1993) がコフウロの変種に組み替えた。葉が基本種のコフウロのように全裂せず、3深裂し、側裂片が独特なほこ形に張り出す形になる。基本種同様に、萼片の外面に開出する長毛が生える。栃木県日光市戦場ヶ原や群馬県丸沼畔に分布し、夏緑陰樹の林床に生育する。変種名 hastatum は、「ほこ形の」の意味。

## 分類
似た種に同属の、ゲンノショウコ G. thunbergii とミツバフウロ G. wilfordii がある。ゲンノショウコは、下部の葉は5中裂から5深裂、上部の葉は3深裂し、茎や葉柄に開出毛と下向きの屈毛が生え、花序柄と花柄に開出毛と腺毛が密生し、萼片の外面の脈上に開出毛と腺毛が密生する。ミツバフウロは、葉は3中裂し、茎や葉柄に下向きの屈毛と短い伏毛が生え、花序柄と花柄に下向きの伏毛が密生し、萼片の外面の脈上に伏毛が生える。一方、本種は、葉は3全裂、つまり3小葉に分裂し、茎や葉柄に下向きの屈毛と短い伏毛が生え、花序柄と花柄に下向きの伏毛が密生し、萼片の外面の脈上に開出毛と斜上毛がまばらに生える。